# Tomasz Kowaltowski
Tomasz Kowaltowski é um professor e pesquisador brasileiro na área de Ciência da Computação. É Professor de Computação (aposentado) da Universidade Estadual de Campinas (Campinas, Estado de São Paulo, Brasil). Ele é autor e co-autor de três livros em Português e em artigos publicados no Journal of the ACM, Acta Informatica, Software: Practice & Experience, Information Processing Letters, Revista Brasileira de Computação, Computer Languages, Journal of the Brazilian Computer Society. Ganhou duas vezes o prêmio Jabuti, uma vez em 1979 e outra em 1983.

## Biografia
Tomasz Kowaltowski nasceu na antiga União Soviética, em 1942, viveu na Polônia 1946-1958 e depois emigrou para o Brasil, onde obteve o seu ensino médio e se formou em Engenharia Eletrônica pela Universidade de São Paulo, Escola Politécnica em 1966. Recebeu seu Ph.D. em Ciência da Computação pela Universidade da Califórnia em Berkeley, em 1973 e foi professor assistente da Universidade de São Paulo até 1977. Desde então, ele lecionou na Universidade de Campinas. Ele foi professor visitante adjunto na Universidade da Califórnia em Santa Barbara (1980) e no Instituto de Tecnologia da Georgia, em Atlanta (1985/86). De 1996 a 2001 ele foi o primeiro diretor do Instituto de Computação (antigo Departamento de Ciência da Computação) da Universidade Estadual de Campinas. Ele se aposentou da universidade em 2002, mas continua como membro do corpo docente voluntário e como consultor de algumas empresas de software. É recipiente da Ordem Nacional do Mérito Científico. Em 1996 recebeu o I Prêmio COMPAQ de Estímulo à Pesquisa e Desenvolvimento em Informática e em 2008, recebeu o Prêmio Newton Faller da Sociedade Brasileira de Computação.

## Publicações
- Setzer, Valdemar Waingort; Simon, Imre; Kowaltowski, Tomasz (1972). Curso de Fortran IV Básico. [S.l.]: Edgard Blücher. CDD 651.8
- Lucchesi, Cláudio L.; Simon, Imre; Simon, István; Simon, János; Kowaltowski, Tomasz (1979). Aspectos Teóricos da Computação. [S.l.]: Instituto de Matemática Pura e Aplicada. CDD 519.4
- Kowaltowski, Tomasz (1983). Implementação de Linguagens de Programação. [S.l.]: Guanabara Dois. ISBN 85-7030-009-3